# Melissodes lupina
Melissodes lupina är en biart som beskrevs av Cresson 1878. Melissodes lupina ingår i släktet Melissodes och familjen långtungebin. Inga underarter finns listade i Catalogue of Life.